# 柯賓·伯恩斯
柯賓·布萊恩·伯恩斯（英語：Corbin Brian Burnes，1994年10月22日—），為美國職棒大聯盟的投手，目前效力於亞利桑那響尾蛇，他先前曾效力於釀酒人與金鶯兩隊。

## 職業生涯
2016年大聯盟選秀，伯恩斯在第四輪被釀酒人選進。2018年，伯恩斯成為釀酒人隊新秀排名第二名。而他也在7月10日成功登上大聯盟。他在初登板後援2局無失分，並拿下救援成功。在國聯分區賽上，伯恩斯出賽2場比賽，主投2局無失分並拿下1勝。
2019年，釀酒人宣布伯恩斯將擔任先發投手。不過他在前3場先發就被敲出11支全壘打，表現並不出色。即便他隨後被下放到3A，他的防禦率還是高達9。
2020年，伯恩斯觸底反彈。他在縮水賽季拿下4勝1敗，防禦率2.11。最後他在賽揚獎票選上拿下第六名。
2021年伯恩斯在開季前四場先發投出40次三振，並沒有任何四死球。5月13日，他將無四死球且最多三振的紀錄推高到58次，打破了肯利·簡森的原紀錄。他也在這一年年首次獲得賽揚獎的殊榮。
2024年12月，伯恩斯與亞利桑那響尾蛇簽下六年2.1億美金的合約。2025年6月6日，他因為進行湯米約翰手術導致球季報銷。

## 大聯盟紀錄
- 開季投出58次三振並沒有投出任何保送。[8]
- 先發投手開季投出58次三振無保送。[4]

## 個人生活
2020年12月，伯恩斯在社群媒體Instagram上公布自己結婚的消息。

## 外部連結
- 球員資訊和成績在MLB ，ESPN ，Retrosheet ，Baseball Reference ，Baseball Reference (Minors) ，Fangraphs ，The Baseball Cube （英文）
- 柯賓·伯恩斯的Instagram帳戶